# Меха (жанр)
Ме́ха (яп. メカ мэка, от англ. mechanism — «механизм») — поджанр в аниме, манге и в научной фантастике, основным атрибутом которого являются огромные боевые человекоподобные машины, шагоходы, а также общее наименование этих машин. Они могут быть как самостоятельными самоуправляемыми боевыми единицами, так и пилотируемыми машинами. Не путать с роботами. Название происходит от японского сленгового сокращения английского слова «механический» (яп. メカ мэка). В самой Японии жанр известен как «аниме/манга про роботов» (ロボットアニメ роботто анимэ и ロボット漫画 роботто манга соответственно).

## История жанра
Впервые гигантский человекообразный робот появился в манге 1958 года, а в 1963 году и в аниме-сериале, «Tetsujin 28-go» (буквально «Железный человек № 28»), которая стала родоначальником этого жанра аниме. Наибольшего развития этот жанр достиг в 1970-х годах под руководством Го Нагая, художника комиксов, создавшего сюжеты к некоторым сериалам из такой классики японского аниме, как Mazinger Z (1972), Getter Robo (1974), «Грендайзер» (1975), Combattler V (1976). Начиная с аниме Mazinger Z, сформировалась основная особенность жанра — гигантский человекоподобный робот, пилотируемый человеком, находящимся внутри.
В меха-сериалах середины 70-х годов наблюдается устойчивая закономерность в сюжете с незначительными отклонениями: на Землю нападает инопланетная цивилизация, которая намерена уничтожить/поработить людей. Выдающийся профессор изобретает супер-робота (-ов) и ставит к нему пилота-подростка/группу для сражения с врагами. В одном случае главный герой является сыном/внуком профессора, в другом случае у профессора есть дочь/внучка, которая верно следует за главным героем и развивает к нему близкие (любовные) отношения. Однако в некоторых сериалах есть отклонения в закономерности сюжета, например, в сериале Steel Jeeg (1975—1976) главный герой уже совершеннолетний, или в Goliath (1976) главным персонажем-пилотом становится девушка. Конструкции гигантских роботов обычно приписывались инопланетным или древним цивилизациям.
В ранних меха-сериалах 70-х годов существовала чёткая грань между злом и добром. Враги (инопланетяне или реже монстры) представлялись чудовищами с чисто антагоническими качествами или вовсе лишённые разума, и главный герой вёл против них жестокую борьбу, рано или поздно одерживая победу. В поздних сериалах 70-х годов, которые создавались уже для более взрослой аудитории, сюжет начинает усложняться и больше уделять внимание врагам (инопланетянам), наделяя их более культурными или вовсе человеческими качествами, понятие добра и зла постепенно стирается, особенно в сериалах Chou Denji Machine Voltes V (1977) и Tousho Daimos (1979), в которых сюжет делает значительную опору на политику, а истинные антагонические роли сводятся к отдельным персонажам-саботажникам, ставшими главной причиной конфликта, или в позднем Getter Robo, где истинными антагонистами, хотя и неосознанно, оказываются люди. В сериале Gordian Warrior впервые появляется постапокалиптическая концепция, где показан Земной мир, ранее почти уничтоженный инопланетной цивилизацией, сериал Space Warrior Baldios (1980) прибегает ещё к более радикальному подходу: здесь «зло побеждает добро»: инопланетяне одерживают победу, устраивая глобальную катастрофу на Земле.
Выпущенный в 1979 году аниме-сериал Gundam привнёс в жанр элементы реалистичности, и далее меха оказалась разделена на два поджанра: «супер-роботы» и «реалистичные роботы». Жанр «реальных роботов» стал рассматривать гигантские механизмы скорее как просто машины (в частности, дизайнеры начали приписывать мехам псевдореалистичные технические характеристики) и концентрирует фокус своего внимания на мыслях и чувствах людей (как, например в аниме «Стальная тревога»). Одно из основных отличий Gundam от аналогичных мультсериалов заключалось в том, что роботы из данного аниме не являлись уникальными боевыми единицами, а производились массово. Управление роботами осуществлялось при помощи штурвалов, кнопок и педалей, тогда как в предыдущих меха-сериалах роботы управлялись при помощи условных выкриков.
Меха-сериалы в 80-е годы уже предназначены для более взрослой аудитории, и концепция уникального супер-робота и пилотирующего его подростка уходит на задний план. Сюжет меха-сериалов по большей степени связан с неопределённым будущим, где технологии человечества достигают достаточного уровня для серийного производств меха-роботов в военных целях. При этом в будущем человечество выходит за пределы Земли и заселяет другие планеты, в большинстве случаев что в таких колониях, что в метрополии наблюдаются тенденции к антиутопии. Главный герой, молодой человек, имеет, как правило, тяжёлый опыт в прошлой жизни. Он является своеобразным изгоем общества и не имеет постоянного места проживания, постоянно путешествуя. Вскоре вокруг него собираются новые союзники, которые в конечном счёте образуют своеобразную фракцию для борьбы со вражеской силой. Меха-робота главный герой получает случайно, найдя его, как правило, заброшенного. В другой ситуации главный герой может войти в некий военный альянс, работая в качестве полицейского/патрульного, в таком случае он также получает своего меха-робота.
В свою очередь «супер-роботы» с появлением в 1995 году аниме «Евангелион» также успешно эволюционировали от вариации кайдзю до отдельного самостоятельного жанра. Роботы в данном сериале сочетают в себе как биологические ткани, так и механические детали. Акценты также сместились на персонажей, но мехи стали вплетаться в сюжет более тщательно, приобретая особые фантастические или мистические свойства и становясь вариантом персонажей-роботов, нередко демонстрирующих способность к самостоятельным действиям в более или менее ограниченных масштабах.